# Christian Kauter
Christian Kauter (* 6. Mai 1947 in Bern) ist ein Schweizer Manager sowie ehemaliger Beamter des Eidgenössischen Departements für auswärtige Angelegenheiten (EDA) und ehemaliger Generalsekretär der Freisinnig-Demokratischen Partei (FDP). In den 1970er- und frühen 1980er-Jahren gewann er als Degenfechter mehrere Olympia- und Weltmeisterschaftsmedaillen.
Nachdem Kauter 1967 bei der Juniorenweltmeisterschaft Silber gewonnen hatte, durfte er an den Olympischen Sommerspielen 1968 in Mexiko-Stadt teilnehmen. Bei den Olympischen Sommerspielen 1972 in München führte er erstmals die Schweizer Mannschaft an und gewann zusammen mit Guy Evéquoz, Peter Lötscher und Daniel Giger Silber. Vier Jahre später kam in Montréal die Bronzemedaille hinzu (mit François Suchanecki, Michel Poffet, Daniel Giger und Jean-Blaise Evéquoz). Bei diesen Spielen durfte Kauter auch die Schweizer Fahne bei der Eröffnungsfeier ins Stadion tragen.
An den Olympischen Sommerspielen 1980 in Moskau nahm Kauter nicht teil, da der Schweizerische Fechtverband beschlossen hatte, dem amerikanischen Boykottaufruf zu folgen. In der Schweiz war der Beschluss den einzelnen Sportverbänden überlassen worden; neben den Fechtern verweigerten nur die Reiter und Schützen die Teilnahme. An Fechtweltmeisterschaften gewann Kauter insgesamt fünf Mannschaftsmedaillen (Silber 1977, 1981, 1982 und Bronze 1970, 1972). Darüber hinaus wurde er sechsmal Schweizer Meister mit dem Florett.
Kauter studierte Politikwissenschaft an der Universität Bern und an der Universität Genf. Ab 1974 arbeitete er für den Arbeitgeberverband der Schweizer Druckindustrie. 1977 erhielt er das Angebot, für das Bundesamt für Aussenwirtschaft zu arbeiten. Er war unter anderem erster Botschaftssekretär in Washington und Stabschef der Schweizer GATT-Delegation bei der Uruguay-Runde. Ab 1987 war er während zehn Jahren als Generalsekretär der FDP tätig. Erfolglos kandidierte er 1995 um einen Sitz im Nationalrat.
1997 stellte ihn die Allgemeine Plakatgesellschaft (APG), ein Unternehmen für Aussenwerbung, als stellvertretenden Generalsekretär an. Wenig später übernahm Kauter die Leitung des Unternehmens und baute es zur Holdinggesellschaft APG SGA AG aus. Nachdem das Unternehmen unter seiner Leitung durch eine gescheiterte Griechenland-Expansion einen Schaden von 150 Millionen Franken erlitten hatte, musste er zurücktreten.
Seit 1976 ist er mit Claudia Giger verheiratet, der Schwester seines ehemaligen Mannschaftskollegen Daniel Giger. Zwei seiner drei Kinder, die Söhne Michael Kauter und Fabian Kauter, sind ebenfalls Degenfechter.